# Resolução 298 do Conselho de Segurança das Nações Unidas
Resolução 298 do Conselho de Segurança das Nações Unidas, foi aprovada em 25 de setembro de 1971, após recordar as resoluções anteriores sobre o assunto, uma carta do representante da Jordânia, os relatórios do Secretário-Geral e as declarações das partes interessadas, o Conselho deplorou o fracasso de Israel em respeitar as resoluções anteriores sobre as medidas e ações de Israel para afetar o status de Jerusalém.
O Conselho confirmou que todas as ações legislativas e administrativas adotadas por Israel para alterar o status de Jerusalém visando a incorporação da seção ocupada são totalmente inválidas e não podem mudar esse status. O Conselho instou Israel a rescindir todas as medidas anteriores e a não tomar outras providências na tentativa de mudar o status da cidade e solicitou o relatório do Secretário-Geral ao Conselho em 60 dias sobre a implementação da resolução.
A resolução foi aprovada por 14 votos, enquanto a Síria se absteve. A Resolução 298 do Conselho de Segurança das Nações Unidas também foi a última na qual a República da China (Taiwan) participou, com a República Popular da China assumindo seu lugar a partir de então.